# Teresa Dębowska
Teresa Dębowska (ur. 2 grudnia 1955 w Opocznie) – polska szachistka.

## Kariera szachowa
Wielokrotna mistrzyni Polski kobiet niewidomych w szachach. Do roku 2013 łącznie zdobyła 11 tytułów mistrzowskich.
Złota (1986), dwukrotnie srebrna (1989) i (1997) brązowa (1993) medalistka Mistrzostw Świata Seniorek Niewidomych.
W latach 1994–2014 dziewięciokrotnie reprezentowała Międzynarodowe Stowarzyszenie Szachistów Niewidomych na olimpiadach szachowych.
Działaczka sportowa. Wiceprezydent Międzynarodowego Stowarzyszenia Szachistów Niewidomych. Była przewodniczącą Komitetu Organizacyjnego XI Olimpiada Szachowa Niewidomych w 2000 w Zakopanem.
Aktualnie wchodzi w skład Rady Krajowej Stowarzyszenia Kultury Fizycznej Sportu i Turystyki Niewidomych i Słabowidzących CROSS.
Posiada tytuł szachowy mistrzyni FIDE. Najwyższy ranking w dotychczasowej karierze osiągnęła 1 lipca 2004 r., z wynikiem 2107 punktów zajmowała wówczas 40. miejsce wśród polskich szachistek.
Za zasługi w działalności społecznej na rzecz sportu środowiska osób niewidomych i słabowidzących odznaczona została w 2011 r. Srebrnym Krzyżem Zasługi.